# Бийская крепость
Би́йская кре́пость — южносибирское пограничное укрепление. К середине XVIII в. стала одним из опорных пунктов пограничной Колывано-Кузнецкой линии. Ныне город Бийск Алтайского края.
Бийская крепость была построена в 1718 году на правом берегу реки Бии вследствие разрушения джунгарами в 1710 году Бикатунского острога который находился примерно в 20 километрах ниже по течению.
Эта территория относилась в начале XVIII в. к Кузнецкому уезду.
Первая деревянная крепость была четырёхугольной в плане, с периметром стен около 200 метров. По углам стояли четыре трёхэтажные рубленные башни высотой 15 метров. Помимо стен существовала и внешняя оборонительная ограда, которая состояла из рва, двойной линии надолбов и рогаток. Внутри крепости находились пороховой погреб, амбары, поварня, часовня, дом коменданта. Крепость располагалась на месте, где сейчас в Бийске находится сквер имени Фомченко, между переулками Фомченко и Рабочим. Первая крепость была срублена неудачно. Поле обстрела упиралось в высокий берег реки. Поэтому в 1738 году для поддержания обороны напротив крепости на противоположном берегу был срублен форпост. Первая крепость просуществовала около 33 лет.

План первой Бийской крепости 1718 года

В 1748—1751 годах крепость модернизируется, старые фортификационные элементы используются в качестве цитадели. Периметр стен составил 650 метров. Крепость имела пять трёхэтажных деревянных башен: Генеральную, Московскую, Кузнецкую, Проезжую и Бикатунскую. Появляются 12-фунтовые крепостные орудия. Основу гарнизона составляют уже не городовые казачьи сотни, а регулярные пехотные и драгунские подразделения. Крепость становится главным звеном Колывано-Кузнецкой укреплённой линии. 

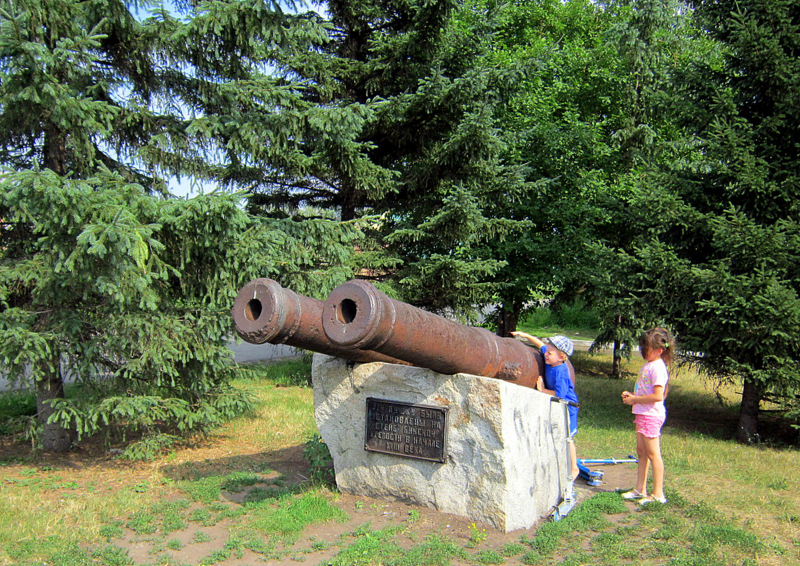
Пушки Бийской крепости

В 1756 году под протекторат России переходят около 300 тысяч алтайцев, и недавно построенная крепость устаревает.
В 1758—1761 годах происходит вторая модернизация крепости, площадь которой увеличивается до 12 гектаров. Укрепления состоят из палисада, а не из крепостных стен. В северо-западном углу построен пятиугольный артиллерийский дерево-земляной бастион на 10 крупнокалиберных орудий. Две открытые батареи имелись также на южной и северной сторонах, каждая из которых имела 6 орудий. Вся артиллерия крепости насчитывала 78 орудий.
В 1768—1778 годах крепость переносится на новое место на 2 версты ниже по течению. Под руководством коменданта полковника Петра Четова сооружаются новые укрепления, площадь крепости увеличиваются до 15 гектаров, воздвигается 6 бастионов. С южной стороны крепость защищали семь треугольных редутов. Численность гарнизона превысила 3 тысячи драгун, солдат и казаков, артиллерия состояла из 150 орудий разных калибров. С западной стороны располагались ворота на дорогу в Барнаул и Катунскую крепость. С восточной стороны вход в крепость открывали Санкт-Петербургские ворота через мост, ведущие в слободу за ручьем.
К концу XVIII века по существовавшей тогда классификации фортификационных сооружений Бийская крепость принадлежала к войсковой крепости первого ранга, занимая второе место в Западной Сибири (после Омской крепости, где располагался штаб Сибирского корпуса) по площади военно-инженерных сооружений, численности гарнизона и количеству крепостной артиллерии.
В 1782 году Бийская крепость получила статус города.
В 1846 году крепость была снята с баланса Военного министерства. Правительство начало использовать её в качестве места политической ссылки.
К началу 20 века крепостные сооружения уже не сохранились. Очертания крепости можно угадать по кривизне современного переулка им. Гилёва, который предположительно проходит на месте большого Лощинского бастиона.